# Plataforma per la Unitat d'Acció
La Plataforma per la Unitat d'Acció fou un moviment independentista que es va formar el 1995 agrupant militants del Barcelonès de Maulets i de Catalunya Lliure, diferents col·lectius locals, i antics membres de l'AUP que s'oposaven a l'acostament d'aquesta a ERC.
Els següents anys experimentà un creixement basant-se en col·lectius locals, majoritàriament joves, i participà en moltes les principals lluites de la segona meitat dels 90, establint relació i participant dels diferents moviments socials com el moviment contra les empreses de treball temporal o el d'okupació. Impulsà una intensa activitat d'agitació i lluita al carrer, i fou objecte d'una continuada repressió que afectà centenars dels seus militants.
El 2000 plantejà la necessitat d'abandonar el funcionament com a coordinadora de col·lectius, donat l'esgotament d'aquest model organitzatiu i la necessitat d'articular estructures organitzatives més sòlides i adequades a la nova realitat de l'esquerra independentista catalana, dissolent-se per donar pas a la fundació d'Endavant (OSAN).